# Плуфраган
Плуфрага́н (фр. Ploufragan, брет. Ploufragane) — коммуна во Франции, находится в регионе Бретань. Департамент — Кот-д’Армор. Главный город кантона Плуфраган. Округ коммуны — Сен-Бриё. Пригород Сен-Бриё, примыкает к нему с юго-запада, в 5 км от национальной магистрали N12. Западная граница коммуны проходит по реке Гуэ.
Население (2019) — 11 383 человека.

## Достопримечательности
- Дольмен Куэт (эпоха неолита). Исторический памятник с 1914 года[1]
- Менгир Ле-Сабо (эпоха неолита). Исторический памятник с 1966 года[2]
- Галерея-мегалит (гробница коридорного типа; эпоха неолита) Гримоле. Исторический памятник с 1952 года[3]
- Церковь Святого Петра

## Экономика
Структура занятости населения:
- сельское хозяйство — 1,9 %
- промышленность — 9,9 %
- строительство — 7,0 %
- торговля, транспорт и сфера услуг — 54,2 %
- государственные и муниципальные службы — 27,1 %

Уровень безработицы (2018) — 12,2 % (Франция в целом —  13,4 %, департамент Кот-д’Армор — 11,5 %). 

Среднегодовой доход на 1 человека, евро (2018) — 21 290 (Франция в целом — 21 730, департамент Кот-д’Армор — 21 230).
В 2007 году среди 6852 человек в трудоспособном возрасте (15—64 лет) 4796 были экономически активными, 2056 — неактивными (показатель активности — 70,0 %, в 1999 году было 69,8 %). Из 4796 активных работали 4313 человек (2250 мужчин и 2063 женщины), безработных было 483 (228 мужчин и 255 женщин). Среди 2056 неактивных 611 человек были учениками или студентами, 923 — пенсионерами, 522 были неактивными по другим причинам.

## Демография
Динамика численности населения, чел.

## Администрация
Пост мэра Плуфрагана с 2008 года занимает коммунист Реми Мулен (Rémy Moulin). На муниципальных выборах 2020 года возглавляемый им список коммунистов победил в 1-м туре, получив 66,88 % голосов.
| Период | Период | Фамилия         | Партия                  | Примечания                                                                  |
| ------ | ------ | --------------- | ----------------------- | --------------------------------------------------------------------------- |
| 1977   | 1997   | Жан Дерьян      | Коммунистическая партия | железнодорожник, член Генерального совета департамента (1982—2008), сенатор |
| 1997   | 2006   | Жанин Тардивель | Коммунистическая партия |                                                                             |
| 2006   |        | Реми Мулен      | Коммунистическая партия | служащий                                                                    |

## Галерея

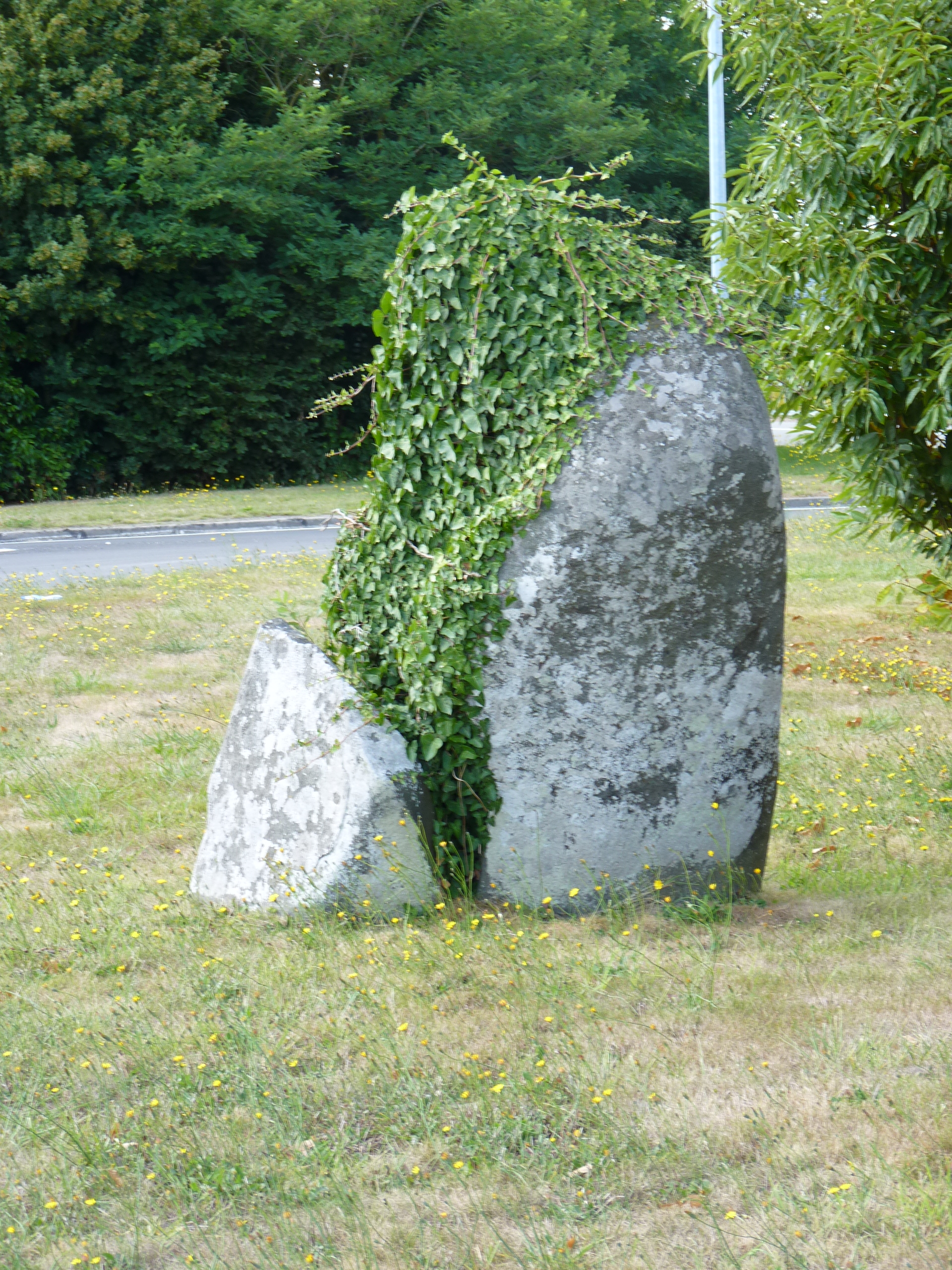
Менгир Ле-Сабо
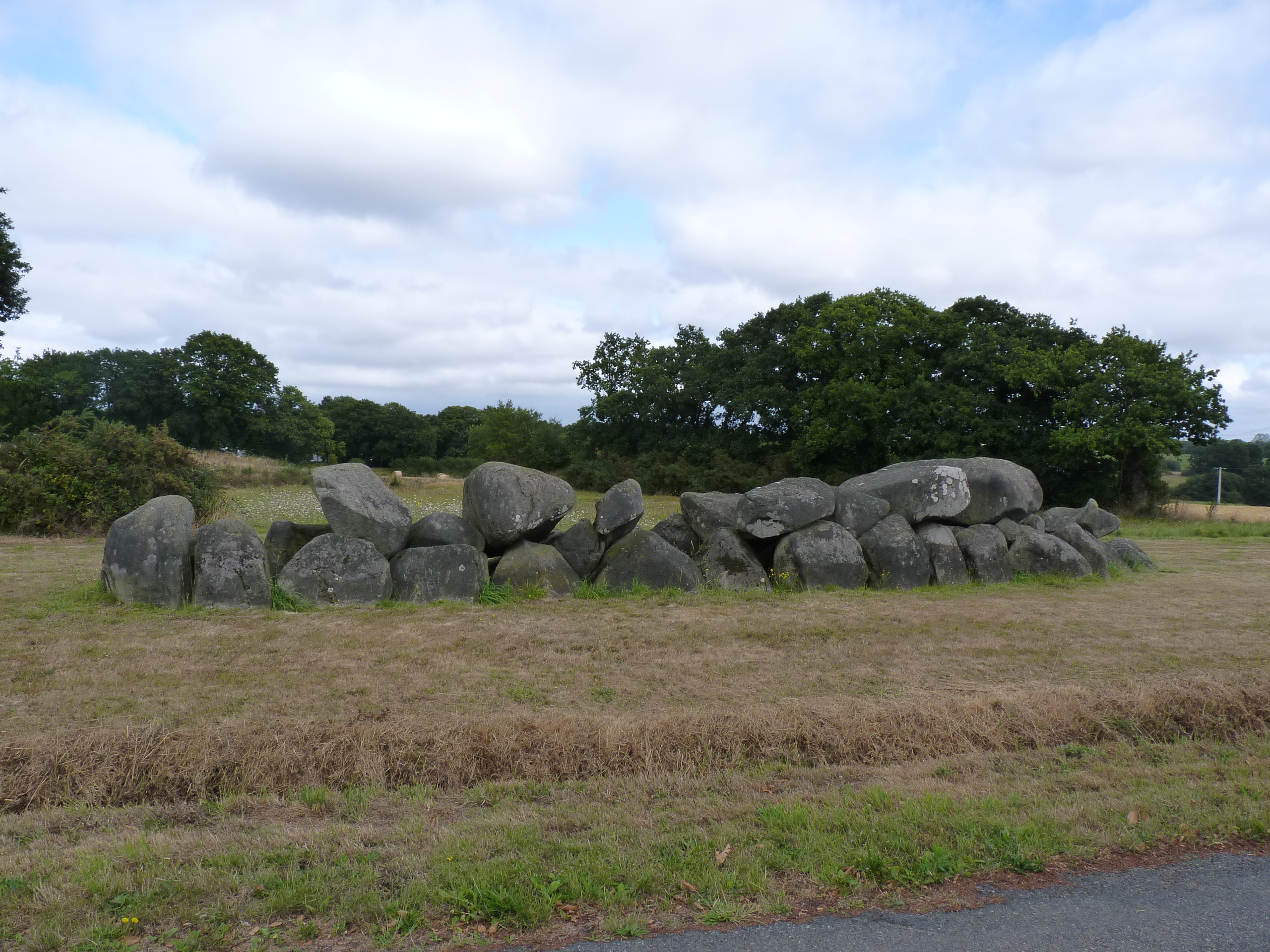
Галерея-мегалит Куэт
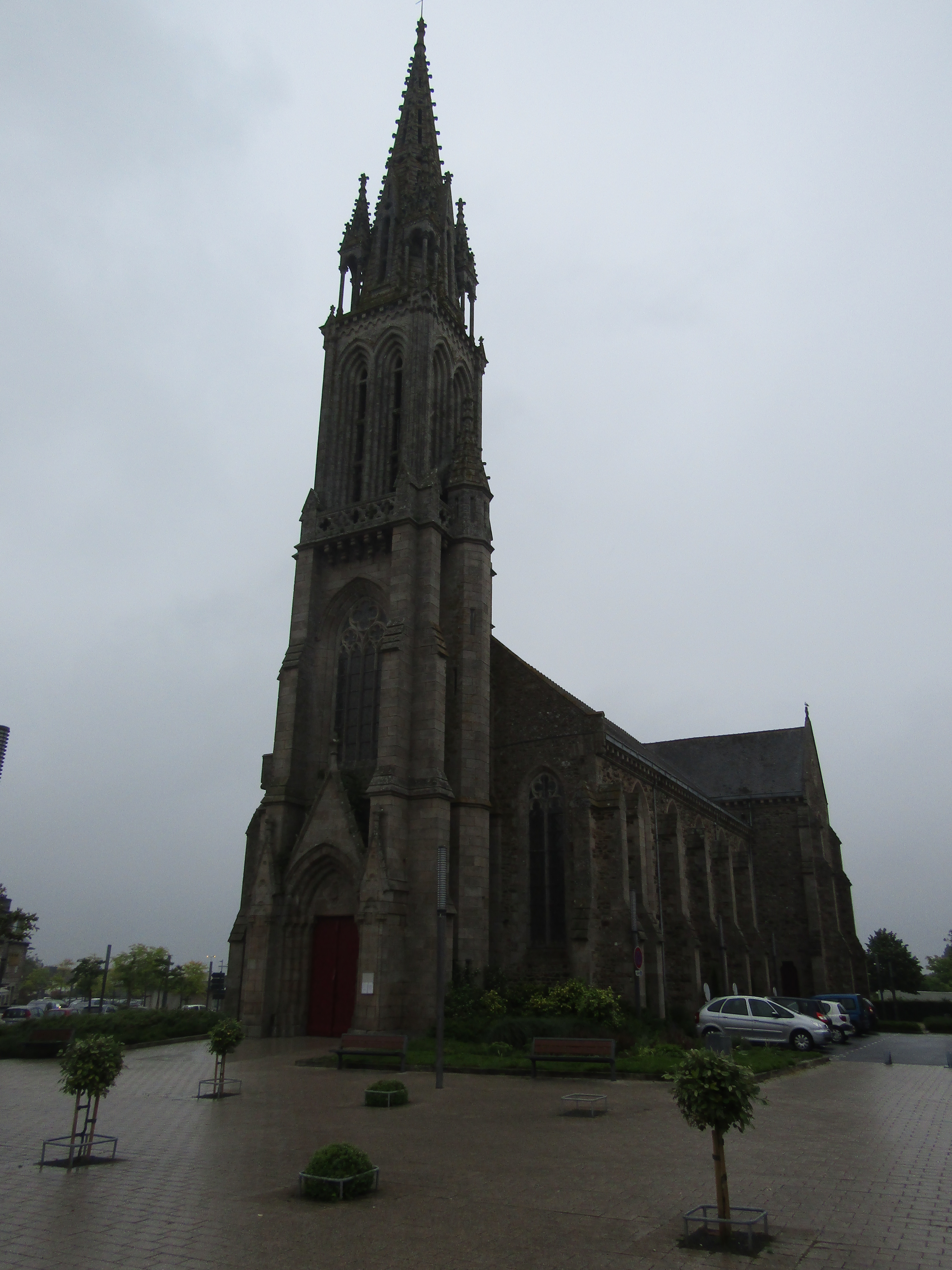
Церковь Святого Петра